# 企画予算処
企画予算処（きかくよさんしょ）は、1999年5月から2008年2月まで存在した大韓民国の国家行政機関。

## 沿革
- 1948年11月4日 - 政府樹立と同時に総理室所属で企画処が発足。
- 1955年2月17日 - 予算業務を財務部、企画業務は復興部及び建設部にそれぞれ移管。
- 1961年7月22日 - 財務部の予算局4局と建設部の総合企画局5局を移管して、経済企画院が発足。
- 1994年12月23日 - 経済企画院と財務部を統合して財政経済院が発足。
- 1998年2月28日 - 企画予算委員会と予算庁が分離独立。
- 1999年5月24日 - 企画予算委員会と予算庁を統合して企画予算処が発足。
- 2008年2月29日 - 財政経済部と企画予算処が統合し、企画財政部が発足。両極化民生対策に関する事務は保健福祉家族部に移管。

## 役割
財政政策と国家財政運用計画の企画、予算の編成及び基金運用計画案の協議調整、予算と基金の執行及び成果の管理、財政革新と公共革新に関する事務を担当した。

## 組織

### 幹部
- 長官
  - 政策企画チーム長
  - 長官政策補佐官
  - 代弁人（広報管理官兼任）
- 次官

### 下部組織
| - 政策広報管理室 - 広報管理官（室長を補佐） - 広報企画チーム長 - 革新人事企画官 - 財政監査企画官 - 法令分析課 - 業務成果管理チーム - 知識情報化課 - 業務支援課 - 財政戦略室 - 財政政策企画官（室長を補佐） - 均衡発展財政企画官（室長を補佐） - 均衡発展政策チーム長 - 均衡発展協力チーム長 - 戦略企画官（室長を補佐） - 財政政策課 - 財政分析課 - 財源企画課 - 国際協力・教育課 - 戦略企画チーム - 福祉戦略チーム - 成長戦略チーム - 財政運用室 - 財政運用企画官（室長を補佐） - 民間投資企画官（室長を補佐） - 民間投資制度チーム長 - 民間事業管理チーム長 - 民資事業支援チーム長 - 財政総括課 - 中期財政計画課 - 基金運用計画課 - 財政基準課 - 財政運用協力課 - 成果管理本部 - 成果管理制度チーム - 財政事業評価チーム - 財政執行管理チーム - 総事業費管理チーム | - 公共革新本部 - 公共政策官（本部長を補佐） - 経営支援団長（本部長を補佐） - 基金制度企画官（本部長を補佐） - 資産運営チーム長 - 政策総括チーム - 制度革新チーム - 評価分析チーム - 人材経営チーム - 革新管理チーム - 経営支援1チーム - 経営支援2チーム - 経営支援3チーム - 経営支援4チーム - 両極化・民生対策本部 - 総括企画官（本部長を補佐） - 社会統合政策官（本部長を補佐） - 社会サービス政策官（本部長を補佐） - 総括企画チーム - 制度改善チーム - 民間協力チーム - 所得分配改善チーム - 社会差別是正チーム - 階層移動促進チーム - 職場創出支援チーム - 社会サービス事業調整チーム - 社会サービス基盤組成チーム - 社会財政企画団 - 福祉財政課 - 労働女性財政課 - 教育文化財政課 - 産業財政企画団 - 産業情報財政課 - 建設交通財政課 - 農林海洋財政課 - 科学環境財政課 - 行政財政企画団 - 国防財政課 - 法司行政財政課 - 一般行政財政課 - 経済行政財政課 - 企画予算処デジタル予算・会計企画団 |